# Реймонд (Animal Crossing)
Реймонд (англ. Raymond), в японській версії гри має ім'я Джек (яп. ジャック) — вигаданий персонаж, антропоморфний кіт і один із сільських жителів, якого гравець може отримати на свій острів у грі Animal Crossing: New Horizons. Його, поряд із сімома іншими жителями було додано разом з оновленням. Реймонд привернув увагу в ігрових ЗМІ після того, як став найпопулярнішим персонажем у серед фанатів Animal Crossing. Бажання багатьма гравцями придбати Реймонда як жителя острова сприяло формуванню чорного ринку, зав'язаного на продажі персонажа за завищеними цінами та часто за реальні гроші. Це в тому числі привернуло численних шахраїв.

## Опис
Реймонд — це один із понад 400 неігрових персонажів, якого гравець може роздобути як сільського жителя. Він є антропоморфним котом із сірою шерстю та гетерохромією. Є «самовдоволеним» жителем, тобто має зарозумілий характер, але вирізняється ввічливими манерами. З його ж слів, вибудовує імідж «холодного і неприступного егоїста». Будинок Реймонда збудований в офісному стилі.

## Популярність
Реймонд став найпопулярнішим персонажем серед фанатів відеогри Animal Crossing. Він викликав ажіотаж у гравців ще під час анонсу, до його додавання в гру. Популярність персонажа зумовлена і його незвичайним образом за мірками інших жителів Animal Crossing. Стиль одягу надає коту явного хіпстерського стилю, також Реймонд може носити костюм покоївки, якщо його подарувати коту.
Популярність Реймонда призвела до того, що безліч гравців New Horizons прагнуть роздобути його як жителя острова. У підсумку Реймонд став найдорожчим «товаром» серед гравців, які займаються внутрішньоігровою торгівлею предметами на спеціально відведених майданчиках. Хоча гра не ділить жителів за рівнем рідкості або цінності, серед фанатської аудиторії Animal Crossing сформувався негласний рейтинг за рівнем популярності жителів, на першому місці стоїть Реймонд. Вартість кота може сягати близько 400 «квитків за милі нука», для придбання такої кількості квитків, гравець має витратити 65 годин безперервного ігрового процесу за виконанням завдань. Цінність кота підвищується зокрема через неможливість запрошувати його на кемпінг через карту Amiibo. Nook.market, один із торговельних майданчиків внутрішньоігрових предметів Animal Crossing, стверджував, що станом на квітень 2020 року близько половини всіх запитів гравців стосувалися придбання Реймонда.
Висока ціна Реймонда заманює і численних шахраїв, які вдають із себе гравців, після отримання оплати вони можуть викинути гравця з острова, не даючи йому змоги запросити жителя на свій острів. Будь-який гравець, який прагне роздобути кота, має високий шанс бути обдуреним. Багато гравців, зокрема, купують Реймонда за реальні гроші через такі торгові майданчики, як EBay. Ціна деяких пропозицій могла досягати 1000 доларів США. Низка ігрових видавництв помітили, що Реймонд зіграв ключову роль у формуванні чорного ринку, зав'язаного на торгівлі предметами з Animal Crossing. Для боротьби з ним, зокрема, об'єднувалися хакери, які «роздавали» безкоштовно гравцям Реймонда та інших рідкісних жителів.

## Сприйняття
Навколо Реймонда сформувалася своя фанатська аудиторія, яка створює безліч фанатських малюнків, присвячених персонажу, а також машиніми.
Реймонд вкрай високо цінується серед фанатської спільноти Animal Crossing, його наявність підвищує статус гравця і доводить його «гардкорність» стосовно гри та фандому. Водночас його феноменальна популярність викликає різко негативне ставлення в іншої частини фандому, як до самого персонажа, так і до гравців, які бажають отримати його будь-якими способами. Багато гравців висловлювали своє роздратування тим, що Реймонд отримує на їхню думку непомірно багато уваги. Деякі гравці, які придбали Реймонда, демонстративно могли його виселяти зі свого острова без продажу будь-кому.
Бажання багатьох гравців придбати кота породило безліч інтернет-мемів, що висміюють часом «абсурдні цінники», які виставляють гравці. Інші меми пов'язані з «одержимим бажанням» багатьох гравців роздобути кота як жителя.